# 1267

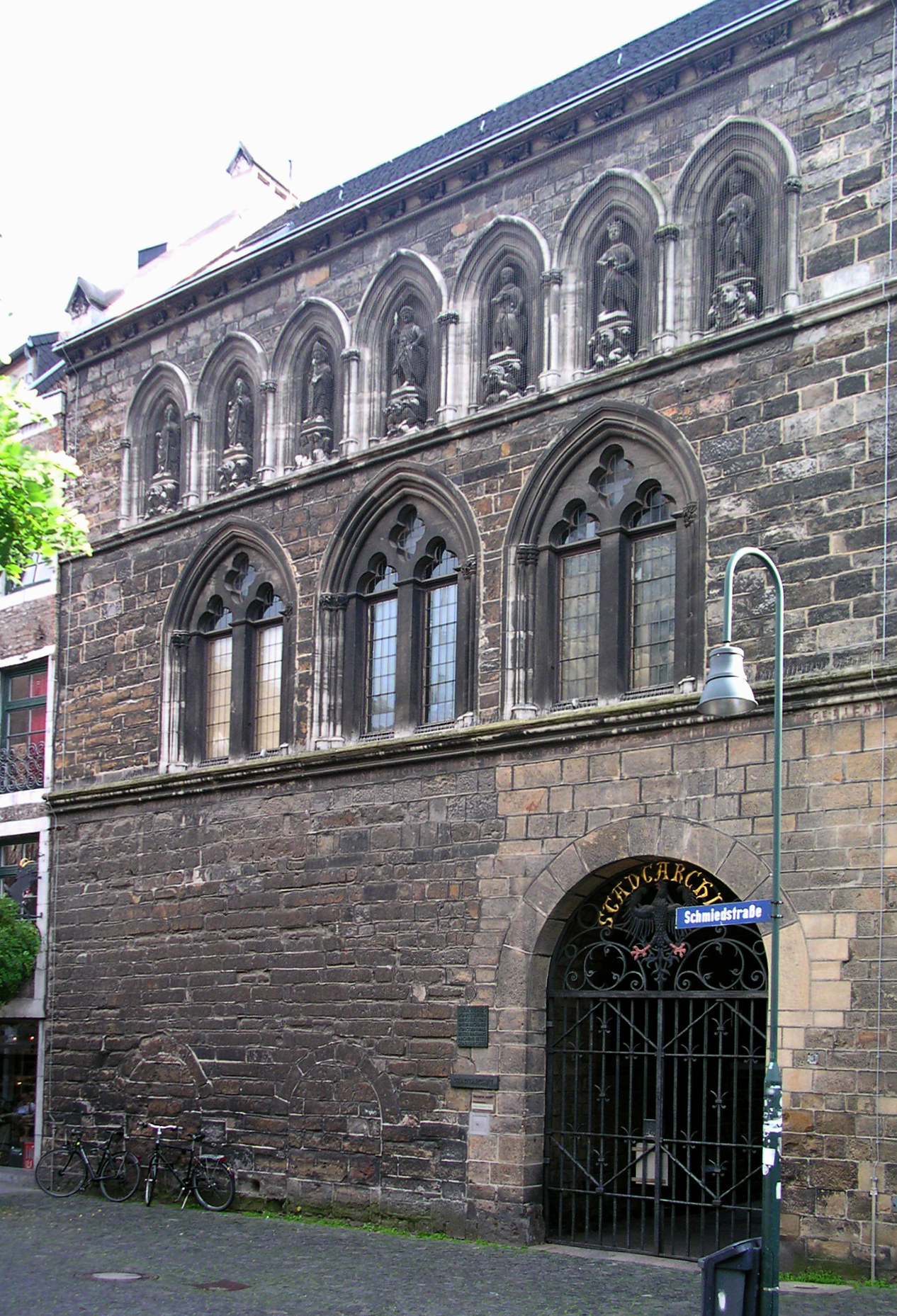
Grashaus, Aken, in 1267 gebouwd als stadhuis

Het jaar 1267 is het 67e jaar in de 13e eeuw volgens de christelijke jaartelling.

## Gebeurtenissen
mei
- 14 - In Brabant vindt de Slag van Tildonk plaats over de troonopvolging in het hertogdom. Met name de Leuvense adel verzet zich tegen de opvolging van de overleden hertog Hendrik III door zijn tweede zoon Jan. Zij worden bij Tildonk verslagen door Wouter VI Berthout, de heer van Mechelen, die hertog Jan steunt.
- mei - Verdrag van Viterbo: Boudewijn II van Constantinopel geeft Karel I van Napels de heerschappij over Achaje en diverse andere gebieden. Karel zal een leger vormen en onderhouden om te trachten Constantinopel te heroveren.

juli
- 26 - Paus Clemens IV doet de bul Turbato corde uitgaan. Christenen die zich bekeren tot het jodendom dienen te worden vervolgd als ketters.

september
- 29 - Verdrag van Montgomery: Hendrik III van Engeland erkent Llywelyn ap Gruffydd als prins van Wales.

oktober
- 7 - De Dorpskerk (Zuidlaren) wordt gewijd op St. Marcellusdag, door Bisschop Magnus de Grote uit Regensburg.
- 31 - De opstandelingen in de Tweede Baronnenoorlog publiceren het dictum van Kenilworth, dat hun voorwaarden voor overgave bevat.

zonder datum
- Adelheid van Bourgondië trouwt met Filips I van Savoye
- Het Begijnhof van Breda wordt gesticht.
- Beleg van Maastricht: Maastricht wordt belegerd door Hendrik III van Gelre, bisschop van Luik en Otto II van Gelre. Maastricht komt onder Luikse bezetting.
- Jan van Nassau wordt gekozen tot elect van Utrecht.
- Lodewijk IX zoekt deelnemers en fondsen voor de Achtste Kruistocht.
- Mahiljow wordt gesticht.
- De Mongolen onder Koeblai Khan stichten de stad Dadu (Cambaluc), de oorsprong van het moderne Beijing. (jaartal bij benadering)
- Oostende krijgt stadsrechten.
- Roger Bacon schrijft zijn Opus Majus, een verhandeling over de wetenschap, en stuurt het aan de paus, evenals zijn Opus Minus, een samenvatting van dit werk.
- In het Verdrag van Badajoz wordt de grens tussen Castilië en Portugal vastgesteld.
- oudst bekende vermelding: Nederzwalm

## Kunst en literatuur
- De stad Aken krijgt een nieuw stadhuis, nu het Grashaus.

## Opvolging
- Brabant - Hendrik IV opgevolgd door zijn broer Jan I
- Brandenburg-Salzwedel - Otto III opgevolgd door zijn zonen Johan III, Otto V, Albrecht III en Otto VI
- patriarch van Constantinopel - Arsenius Autoreianus opgevolgd door Germanus III, op zijn beurt opgevolgd door Jozef I Galesiotes
- Cyprus - Hugo II opgevolgd door zijn neef Hugo van Antiochië
- Koejavië - Casimir I opgevolgd door zijn zoon Ziemovit
- Litouwen - Vaišvilkas opgevolgd door Sjvarn
- Provence - Beatrix opgevolgd door haar zoon Karel II van Anjou

## Afbeeldingen

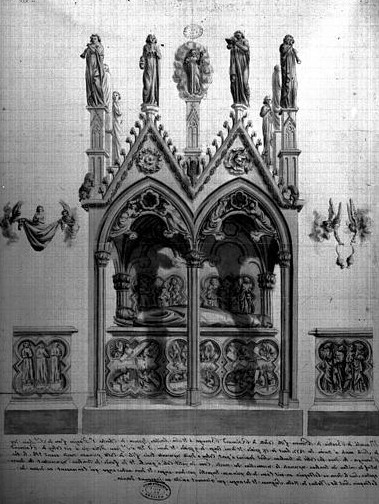
Graftombe van Beatrix van Provence

## Geboren
- 10 augustus - Jacobus II, koning van Sicilië (1285-1296), Aragon, Valencia (1291-1327) en Sardinië (1296-1327)
- 17 december - Go-Uda, keizer van Japan (1267-1324)
- Jan I, graaf van Namen (1305-1330)
- Reinier I, heer van Monaco
- Sanggye Päl, Tibetaans geestelijke
- Giotto di Bondone, Italiaanse kunstenaar (jaartal bij benadering)

## Overleden
- maart - Lars, aartsbisschop van Uppsala
- 4 juni - Hendrik van Vianden, bisschop van Utrecht
- 23 september - Beatrix van Provence (~34), gravin van Provence, echtgenote van Karel van Anjou
- 30 september - Jan I (~77), graaf van Chalon
- 9 oktober - Otto III, markgraaf van Brandenburg (1220-1267)
- november - Hugo II, koning van Cyprus (1253-1267)
- 14 december - Casimir I, hertog van Koejavië
- Agnes van de Palts (~66), echtgenote van Otto II van Beieren
- Helmhold II van Schwerin, Duits edelman
- Hendrik II van Schwerin, Duits edelman
- Jutta van Saksen (~43), echtgenote van Erik IV van Denemarken
- Machteld van Brabant, echtgenote van Floris IV van Holland
- Poppo van Osterna, grootmeester van de Duitse Orde (vermoedelijke jaartal)
- Raymond II Trencavel, Frans edelman (jaartal bij benadering)